# Apparitor
En la antigua Roma, un apparitor (también deletreado apparator en inglés, o acortado a paritor) era un funcionario cuyo salario estaba pagado por el tesoro público. El apparitor asistió a los magistrados. Había cuatro grados ocupacionales (decuriae) entre ellos. El más alto de estos era el de los scribae, los empleados o notarios públicos, seguidos por el de los lictores, lictores; luego, los viatores, mensajeros o citadores, esto es, agentes con encargos oficiales; y los praecones, locutores o heraldos.
Por lo tanto el término ha referenciado a un Bedel en una universidad, un encargado o heraldo; particularmente, en el derecho canónico de la Iglesia católica, el cual estaba inspirado en gran parte por la ley romana. Apparitor quedó como un título oficial para un agente en tribunales eclesiásticos. Estuvieron designados para servir en citaciones, para arrestar a personas acusadas, y en el procedimiento civil eclesiástico, para tomar posesión, físicamente o formalmente, de la propiedad en disputa, para asegurar la ejecución de la sentencia del juez. Esto estuvo hecho en países donde el foro eclesiástico, en su integridad sustancial, está reconocido. Así actúa como alguacil y sheriff. Su garantía de entrega de las citaciones es evidencia del conocimiento de su obligación de aparecer, ya sea para se juzgado, para dar testimonio, o para hacer cualquier cosa más impuesta legalmente por el juez; 
su declaración se convierte en la base de un cargo de rebeldía en contra de cualquiera que se niegue a obedecer la citación.